# (33609) Harishpalani
(33609) Harishpalani est un astéroïde de la ceinture principale.

## Description
(33609) Harishpalani est un astéroïde de la ceinture principale. Il fut découvert le 10 mai 1999 à Socorro (Nouveau-Mexique) par le projet LINEAR. Il présente une orbite caractérisée par un demi-grand axe de 3,00 UA, une excentricité de 0,07 et une inclinaison de 6,5° par rapport à l'écliptique.